# Donativum
Donativum ('donatiu') era el nom d'una compensació en diners excepcional que l'emperador romà donava als seus soldats. Podia ser equivalent a diversos anys de sou com a legionari. La Guàrdia Pretoriana rebia amb freqüència donatius, per exemple quan s'anomenava un nou emperador, pel naixement d'un hereu al tron o per un casament a la família imperial.
El donativum es donava per diverses raons. O bé per assegurar la fidelitat de la Guàrdia pretoriana, o per conservar-la o per buscar la seva complicitat en alguna acció. Altres cossos de l'exèrcit no n'acostumaven a rebre. Excepcionalment, quan el botí recollit després d'una batalla era molt abundant, es podia donar un donativum als millors soldats.
August va deixar escrit al seu testament que es fes un donativum de 250 denaris a cada pretorià, de 125 denaris per cada soldat de les cohorts urbanes, i de 75 a cada soldat de les legions. Tiberi, quan hi va haver la crisi de Sejà, per garantir-ne la fidelitat va donar 1.000 denaris a cada membre de la Guàrdia pretoriana. Calígula va doblar el que havia deixat August per testament. Claudi va pagar a cada membre de la Guàrdia Pretoriana 3.750 denaris per recolzar-lo en l'accés al tron, donativum que cada any renovava en l'aniversari d'aquell fet. Neró va donar la mateixa quantitat que Claudi quan va obtenir el poder. Tots els emperadors van donar als pretorians quantitats més o menys importants, excepte Galba, que els va prometre diners però després no els va donar.
Didi Julià va aconseguir l'Imperi en una subhasta que van organitzar els pretorians per veure qui era el millor postor. Tit Flavi Sulpicià (Titus Flavius Sulpicianus), prefecte de la ciutat i sogre de Pertinax, l'anterior emperador, que estava amb les tropes, va oferir una gran quantitat. L'oferta final de Sulpicià va ser de vint mil sestercis per cap, però Didi que era a les portes del campament, en va prometre vint-i-cinc mil i els pretorians li van donar la corona.